# Golden Girls
Golden Girls ist eine US-amerikanische Sitcom mit insgesamt 180 Episoden, die von 1985 bis 1992 gedreht und in Deutschland von 1990 bis 1994 erstausgestrahlt wurde. Sie spielt in einer Wohngemeinschaft von vier älteren Damen in Miami im US-Bundesstaat Florida. Im Einzelnen sind dies die männerbesessene Südstaatlerin Blanche Devereaux (Rue McClanahan), die gutmütige, naive Witwe Rose Nylund (Betty White) aus Sankt Olaf, Minnesota, die stets sarkastische Dorothy Zbornak (Beatrice Arthur) aus Brooklyn und deren resolute Mutter Sophia Petrillo (Estelle Getty), eine gebürtige Sizilianerin, die ihre Mitbewohnerinnen stets mit Ironie, Zynismus und Lebenserfahrung bedenkt. In der Serie werden viele ernste, sozialkritische Themen, auch Tabuthemen, mit Witz und Leichtigkeit angesprochen – beispielsweise Alzheimer, Homosexualität, Diskriminierung, soziale Isolation, Sterbehilfe, Altersarmut oder AIDS.

## Figuren

### Blanche Devereaux

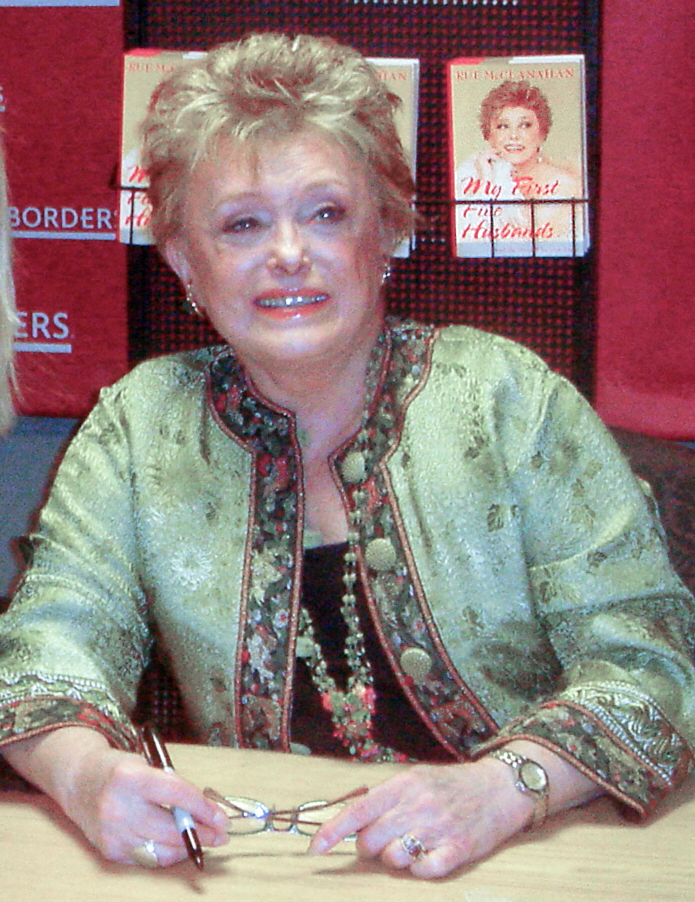
Rue McClanahan 2007

Blanche Elizabeth Devereaux (geborene Hollingsworth) wuchs auf einer Plantage in Atlanta, Georgia, im Süden der USA auf. Bis zum Tode ihres Vaters („Big Daddy“) galt sie als dessen Liebling. Trotz dieses Umstands kam es im Lauf der Serie zwischenzeitlich beinahe zum Bruch zwischen den beiden, als „Big Daddy“ sich nach dem Tod von Blanches Mutter dazu entschloss, eine Frau zu heiraten, die deutlich jünger als er und auch jünger als Blanche selbst war. Dass nach Big Daddys Tod bekannt wurde, dass er eine jahrzehntelange, heimliche Affäre mit Blanches farbigem Kindermädchen („Mamie Watkins“) hatte, brachte ihr Bild ihres Vaters posthum noch einmal kurzzeitig ins Wanken.
Zu ihren Schwestern Charmaine (Barbara Babcock) und Virginia (Sheree North) hegt sie infolgedessen stets eine Art von Hassliebe. Auch die Beziehungen zu ihrem homosexuellen Bruder Clayton (Monte Markham) und ihrem geistig behinderten Bruder Tad (gespielt von Ned Beatty in der Nachfolgeserie Golden Palace) sind von gemischten Gefühlen geprägt.
Als ursprüngliche Eigentümerin des späteren WG-Hauses bewohnte Blanche Nummer 6151 Richmond Street vor dessen Tod bereits mehrere Jahre gemeinsam mit ihrem Ehemann George. Das Paar hatte mehrere Kinder: die Töchter Rebecca und Janet sowie Sohn Matthew, ein Wirtschaftsprüfer. Ihre anderen Söhne – Biff, Doug und Skippy – erscheinen nur namentlich in der Serie. Hinzu kamen die vier Enkel David, Sarah, Melissa und Aurora. George selbst war zu Serienbeginn bereits verstorben. Im Lauf der Serie wird bekannt, dass er bei einem Autounfall ums Leben kam. George hat in einer Folge im Rahmen einer längeren Traumsequenz einen Auftritt.
Im Laufe der Serie kokettiert Blanche immer mehr mit ihrem Image der eitlen, männerbesessenen Südstaatlerin. Trotz unzähliger Rendezvous geht sie keine längerfristige Bindung ein. Blanche hätte ihr Alter am liebsten in den Vierzigern eingefroren. Ihr wirkliches Alter wird nicht enthüllt, selbst aus ihrer Geburtsurkunde wurde es entfernt (in der Folge „Muttertag“ erinnert sich ihre Mutter jedoch an eine Begebenheit, bei der Blanche 1949 bereits 16 Jahre alt war, Geburtsjahr ist also 1933). Als sie in die Wechseljahre kommt, bricht für Blanche eine Welt zusammen, da sie sich nun älter fühlt. Doch da dies ihre Attraktivität auf Männer nicht schmälert, kommt sie darüber hinweg.

### Rose Nylund

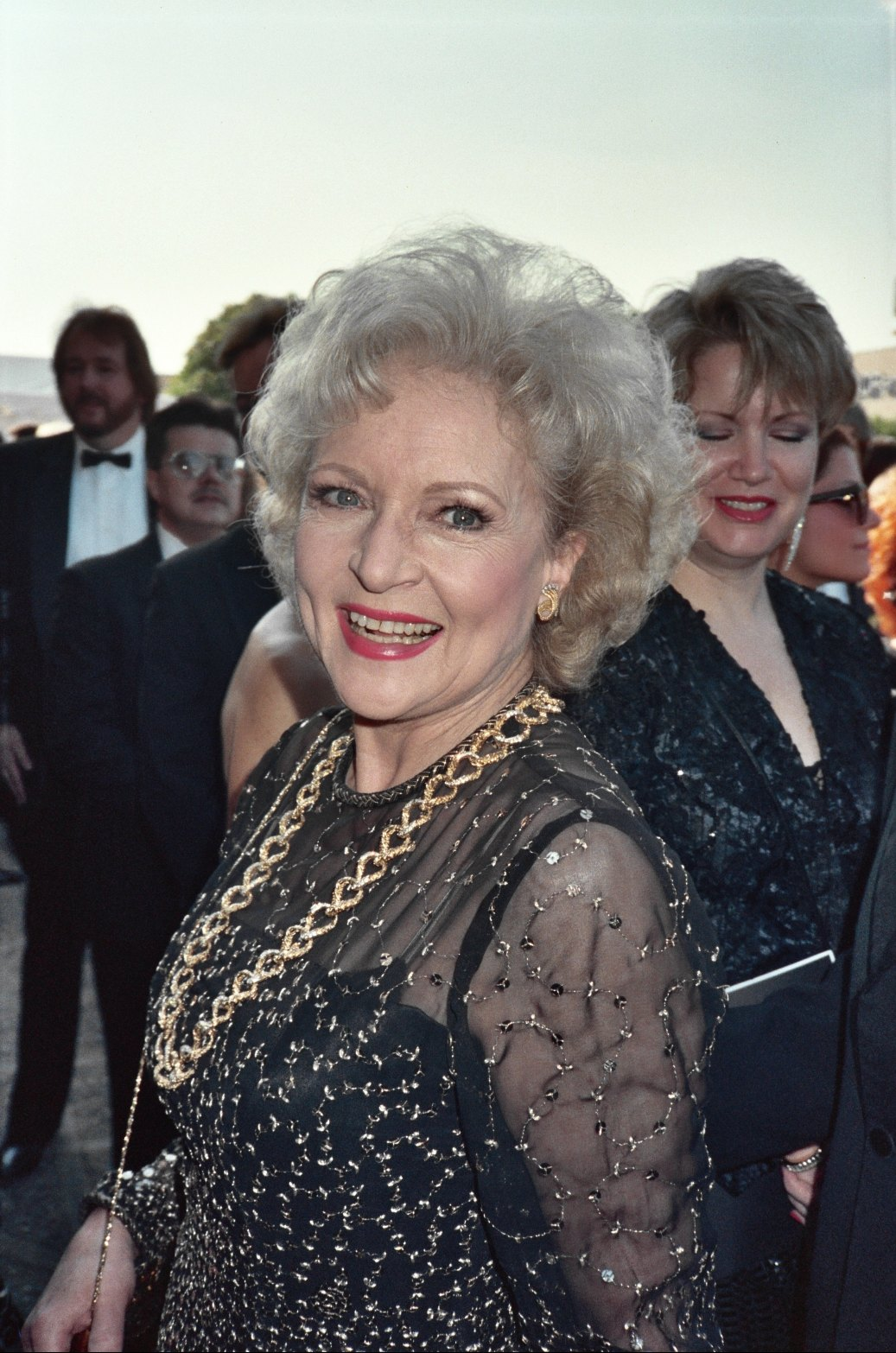
Betty White 1989

Rose Nylund (geborene Lindstrøm) wuchs als eines der neun Kinder von Alma und Gunter Lindstrøm auf einer Farm in Sankt Olaf, Minnesota auf und erfuhr erst spät, dass sie ursprünglich das Ergebnis einer kurzen Affäre zwischen einem Mönch und seiner Geliebten (sie war während Roses Geburt gestorben) war. Dennoch erlebte sie eine glückliche Kindheit im Schutze ihrer Adoptivfamilie norwegischer Herkunft, darunter die erblindete Schwester Lily (Polly Holliday) und die eifersüchtige Holly (Inga Swenson).
Rose war viele Jahre glücklich mit dem (eher erfolglosen) Versicherungsvertreter Charlie Nylund bis zu dessen unerwartetem Herztod im Jahre 1970 verheiratet und hatte mit ihm fünf  Kinder: drei Töchter (Kirsten, Bridget und Gunilla) und zwei Söhne (Adam und Charlie jr.). Im Laufe der Jahre folgten diesen mehrere Enkel, darunter die nach ihrem Großvater benannten Mädchen Charlie und Charlene.
Nach ihrem Umzug nach Miami in den frühen 1980ern arbeitete Rose zunächst als Angestellte in einer Beratungsstelle; später war sie auf Grund finanzieller Nöte gezwungen, als Assistentin beim örtlichen Fernsehen zu arbeiten. Zudem ist Rose hin und wieder auch als freiwillige Helferin im Krankenhaus tätig.
Rose ist eine sehr ehrliche und tierliebende Person, allerdings bringt sie ihre Mitbewohnerinnen mit ihrer bisweilen an Dämlichkeit grenzenden Naivität mehr als einmal zur Weißglut. Viele von Dorothys sarkastischen Bemerkungen nimmt sie wörtlich. Sie wirkt wie die typische Unschuld vom Lande, die immer wieder skurrile Geschichten aus ihrer Heimatstadt St. Olaf zum Besten gibt und damit ihren Mitbewohnerinnen den letzten Nerv raubt.

### Dorothy Zbornak

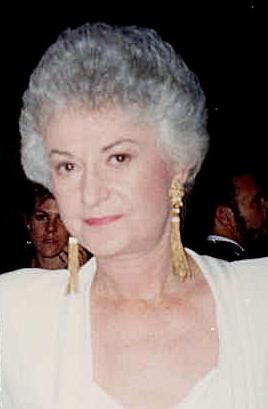
Beatrice Arthur 1987

Dorothy Zbornak (geborene Petrillo, durch ihre Heirat mit Lucas Hollingsworth im Finale der Golden Girls Zbornak Hollingsworth) kam in Brooklyn, New York als ältestes Kind zweier sizilianischer Einwanderer, Salvatore und Sophia Petrillo, zur Welt. Dorothy hat eine Schwester Gloria und einen Bruder Phil.
Dorothy war 38 Jahre mit Stanley „Stan“ Zbornak verheiratet. Sie haben zwei Kinder zusammen, Kate Zbornak und Michael Zbornak (Scott Jacoby). Nach der Scheidung von ihrem Ehemann Stan schloss Dorothy, die gelegentlich als Aushilfslehrerin für Amerikanische Geschichte und Englisch tätig war, sich der Wohngemeinschaft von Blanche und Rose an, dicht gefolgt von ihrer verwitweten Mutter Sophia, die nach einem Feuer in ihrem Pflegeheim (der Schattigen Pinie) nach einer Bleibe suchte.
Dorothy zeichnet sich durch sarkastische Bemerkungen aus, was besonders Rose häufiger zu spüren bekommt. Sowohl ihre Mutter Sophia als auch Blanche spotten immer wieder über ihr (dürftiges) Liebesleben, denn seit der Scheidung von Stan hatte Dorothy nur sehr wenige Verabredungen, was wohl auch an ihrem einschüchternden Äußeren, ihrem bisweilen strengen Auftreten und ihrer sonoren Stimme liegt. In der letzten Episode verkuppelt Blanche sie mit ihrem Onkel Lucas (gespielt von Leslie Nielsen) und sie verlässt die Stadt frisch verheiratet in Richtung Atlanta (Georgia).
Der Nachname der Figur wurde von Susan Harris’ Assistenten Kent Zbornak inspiriert, der auch als Produzent der Serie fungierte.

### Sophia Petrillo

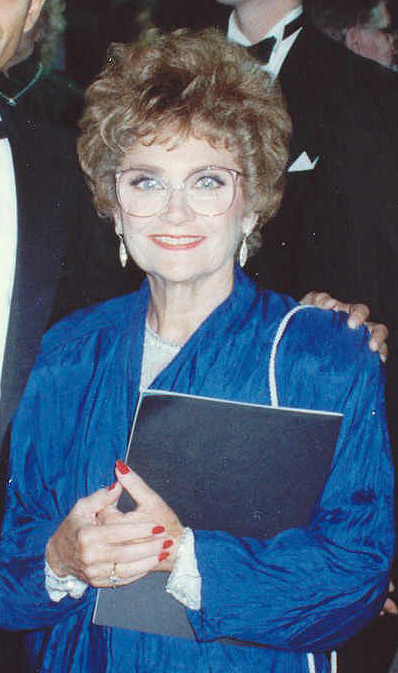
Estelle Getty 1989

Sophia Spirelli Petrillo (Spirelli aus einer annullierten Ehe, durch ihre Heirat mit Max Weinstock später Petrillo Weinstock) ist die Mutter von Dorothy. Als ihr Seniorenheim Die Schattige Pinie (im Original Shady Pines) in der ersten Episode abbrannte, zog sie bei den drei Ladys ein. Auch Blanche und Rose gehören für sie aufgrund des sehr engen Verhältnisses zur Familie. Über ihr Altersheim hat Sophia nichts Positives zu berichten; sie beschreibt es als Gefängnis, was sie jedoch nicht daran hindert, gelegentlich als Besucherin dorthin zurückzukehren, um beispielsweise gemeinsam mit Dorothy einen Mutter/Tochter-Wettbewerb zu gewinnen. Außerdem schreckt sie nicht davor zurück, Die Schattige Pinie als Paradies zu schildern, wenn sich damit ein gewisser Zweck verfolgen lässt.
Sophia ist eine alte Sizilianerin, die 1906 geboren wurde und später in die USA auswanderte. In den Golden Girls treten außerdem ihre Schwester Angela (Nancy Walker) und ihr Bruder Angelo (Bill Dana) auf, zudem lernt man in Rückblenden ihren verstorbenen Ehemann Sal(vatore) kennen. Sie steht Rose, Blanche und Dorothy gerne mit ihren  Ratschlägen zur Seite, wobei ihre Geschichten stets mit den Worten „Stellt euch vor …“ (englisch: „Picture it …“) eingeleitet werden. Sie ist mit einem überaus bissigen Sarkasmus ausgestattet, den sie in jeder möglichen und unmöglichen Situation an den Tag legt. Dennoch ist sie in ernsten Situationen immer für ihre Mitbewohnerinnen da und erweist sich dann als tolerant und fürsorglich.
Von allen Figuren hatte Sophia die längste Präsenz im amerikanischen Fernsehen, denn auch nach dem Ende von Golden Girls und Golden Palace trat sie weiter in den Spin-offs Empty Nest (Harrys Nest) und Nurses (Hallo Schwester!) auf. Ferner gastierte sie in einer Traumsequenz der ansonsten unverbundenen Sitcom Blossom.

### Dorothys und Sophias Familie

#### Stanley „Stan“ Zbornak
Kurz vor Beendigung der High School mit 17 Jahren wurde Dorothy von ihrem Mitschüler Stanley „Stan“ Zbornak (Herb Edelman) geschwängert und unmittelbar zur Ehe mit ihm gedrängt, dennoch ging sie zum College, um Lehrerin zu werden. Stanley ist ein mal mehr, mal weniger erfolgreicher Verkäufer von Scherzartikeln und stellt für den Zuschauer das Bild eines liebenswerten Losers dar. Später erfindet er ein Gerät zum Öffnen von Backkartoffeln und wird letztlich doch noch reich. Stanley ist zudem ein wenig eitel, denn seine ausgeprägte Dreiviertel-Glatze kaschiert er häufig mit einem – meist schlechtsitzenden – Toupet.
Die Golden Girls sind meist nicht erfreut, wenn Stan zu ihnen kommt. So schlägt Dorothy ihm fast jedes Mal die Tür nach einem „Hallo, ich bin es, Stan!“ vor der Nase zu. Nachdem Stan jedoch erneut klingelt, lässt Dorothy ihn herein.
Stans Ehe mit Dorothy erlebte vielfach ein Auf und Ab (er musste u. a. sogar seinen Kindern aus Geldmangel einreden, dass Weihnachten um zwei Tage verschoben wurde), doch zum endgültigen Bruch kam es erst nach 38 Jahren, als Stan seine Frau wegen einer sehr viel jüngeren Flugbegleiterin verließ und ihr dies nicht persönlich sagte, sondern über einen Anwalt ausrichten ließ. Stanley liebt Dorothy trotz allem innig und aufrichtig, doch seine Schwäche für andere Frauen und vor allem für dubiose Geschäftsideen sorgen immer wieder dafür, dass er Dorothy gegen sich aufbringt. So kam es unter anderem dazu, dass sie trotz einer Versöhnung eine neuerliche Hochzeit im letzten Moment platzen lässt, da Stan ihr auf Anraten seines Anwalts einen Ehevertrag zum Unterzeichnen vorlegt. Als Dorothy in der letzten Episode Blanches Onkel Lucas heiratet, muss Stanley einsehen, dass er sie endgültig verloren hat.

#### Michael Zbornak
Michael Zbornak (Scott Jacoby) ist das älteste der beiden in der Serie mitwirkenden Kinder von Dorothy und Stan. Die Angaben zu seinem Alter widersprechen sich und schwanken zwischen Anfang zwanzig und Anfang dreißig. Angesichts der im vorherigen Absatz beschriebenen Diskrepanzen dürfte Anfang dreißig am ehesten zutreffen. Michael ist ein wenig das Sorgenkind seiner Eltern. Zwar ist er erfolgreich ausgebildeter Musiker, hat jedoch Schwierigkeiten, seine Jobs zu behalten. Außerdem fehlt ihm die Reife, Beziehungen zu Frauen ernst zu nehmen. Im Laufe der Serie hat er zunächst einen One-Night-Stand mit Roses Tochter Bridget. Später heiratet er Lorraine, eine Sängerin, die über zehn Jahre älter ist (in der Serie fast doppelt so alt). Die beiden haben ein Kind, doch nicht näher erklärte Umstände führen dazu, dass Michael von Lorraine vor die Tür gesetzt wird und wie zuvor auch wieder einmal Hilfe bei seinen Eltern sucht.
Dorothy und Stan sind nicht wirklich enttäuscht von ihrem Sohn, sie sind nur betrübt, dass ein Mann in diesem Alter noch viele Zeichen von Unselbständigkeit zeigt. Doch sie lieben ihn, und darum helfen sie ihm immer wieder, allerdings nicht ohne ihm auch die notwendigen schmerzhaften Lektionen zu erteilen.

#### Kate Zbornak
Kate Zbornak ist die Tochter von Dorothy und Stan und arbeitet als Inneneinrichterin in New York. Während der Hochzeit (2. Episode der ersten Staffel) mit dem Arzt Dennis (ein Nachname wird nicht erwähnt) nutzt Dorothy hinter den Kulissen die Gelegenheit, um mit ihrem als Gast aus Hawaii angereisten Exmann Stan dafür abzurechnen, dass er sie ohne Vorankündigung verlassen und den Rest dem Scheidungsanwalt überlassen hat. Kate, ihrem frischangetrauten Ehemann Dennis und den Gästen gegenüber treten sie jedoch als Schwiegereltern auf, die das neue Familienmitglied gemeinsam herzlich willkommen heißen.
Als Kate geraume Zeit später aus New York anreist, weil Dennis sie betrogen hat, erhofft sie sich nur ein offenes Ohr von ihren Eltern. Doch gerade Dorothy kann es nicht lassen, sich einzumischen – ganz besonders, als Kate nach einer Aussprache mit Dennis beschließt, ihm zu verzeihen. Dorothy ist aufgrund ihrer Erfahrungen mit Stan außer sich, wie man einem Ehebrecher verzeihen kann. Es kommt beinahe zu einem Zerwürfnis zwischen Mutter und Tochter, was erst durch eine von Sophias skurrilen
sizilianischen Geschichten in bessere Bahnen gelenkt werden kann.

#### Salvatore „Sal“ Petrillo
Sophias Ehemann Salvatore „Sal“ (Sid Melton) taucht ausschließlich in Traumsequenzen und Rückblenden auf, da er zum Handlungszeitpunkt der Serie bereits verstorben ist. Sal reizt zahlreiche Klischees über Italo-Amerikaner aus: Mal ist er der charmante Gauner, mal der Pantoffelheld, der unter dem Kommando der „Mamma“ in der Familie kaum etwas zu sagen hat – aber auch stets der fürsorgliche Ehemann und liebevolle Vater. In den Traumsequenzen gibt er Sophia, die trotz aller Rüstigkeit gelegentlich an ihrem Alter und den damit verbundenen Malaisen verzweifelt, den Mut weiterzuleben.

#### Phil Petrillo
Obwohl Dorothys Bruder (respektive Sophias Sohn) in keiner Folge in Person auftaucht, ist Phil Petrillo in allen Staffeln präsent. Auch wenn das Wort im englischen Original (hier wird auf den Ausdruck „cross-dresser“ zurückgegriffen) niemals offen ausgesprochen wird, ist der Ehemann und Familienvater Phil aufgrund von Sophias zahlreichen Bemerkungen über ihren Frauenkleider tragenden Sohn deutlich als Transvestit zu erkennen. In der deutschen Übersetzung wird in der Folge 5.10 Mr. Lucky Phil von seiner Mutter als Transvestit bezeichnet. Zitat von Sophia: „[…] wie sollte ich das, mein Sohn ist Transvestit […].“
Sophia gibt sich stets unbeeindruckt ob dieser Tatsache; erst in Folge 6.12 Der Fluch der Mitgift bekommt der Zuschauer das wahre Bild zu sehen: Phil ist inzwischen verstorben, und über einer heftigen Auseinandersetzung mit seiner Witwe Angela (gespielt von Brenda Vaccaro) lässt Sophia die Maske fallen: Phils Transvestitismus war ein jahrzehntelanges Trauma für sie. In einer gefühlvollen Schlussszene helfen Rose und Angela ihr zu erkennen, dass nicht sein Kleidungsstil den Menschen Phil Petrillo ausgemacht hat, sondern seine warmherzige, liebevolle Persönlichkeit.

### Blanches Familie

#### Rebecca Devereaux
Rebecca Devereaux ist eine der Töchter von Blanche und George. Als junges Mädchen brannte sie nach einem Streit mit Blanche durch, um Model zu werden. Bei ihrem ersten Besuch zurück in den USA stellt sich jedoch heraus, dass von Rebeccas (hier gespielt von Shawn Shepps) Karriere nicht viel übrig geblieben ist. Sie hat bedenkliches Übergewicht, zudem hat sie sich mit Jeremy (Joe Regalbuto) an einen Mann gekettet, der sie permanent seelisch verletzt. Es folgt eine schwere Auseinandersetzung zwischen Mutter und Tochter, an deren Ende Rebecca jedoch einsieht, dass Mütter durchaus die Wahrheit sprechen – auch wenn es weh tut. Rebecca versöhnt sich mit Blanche und gibt Jeremy den Laufpass. Einige Jahre vergehen bis zu Rebeccas nächstem Besuch in Miami (ab hier gespielt von Debra Engle), und auch hier bringt sie eine große Überraschung mit: Sie verspürt einen Babywunsch und da sie als Alleinstehende nicht auf einen Mann warten möchte, plant sie, sich künstlich befruchten zu lassen. Die ansonsten so aufgeschlossene Blanche zeigt sich hier unerwartet moralistisch und verweigert sich der Vorstellung völlig. Durch die Ratschläge ihrer Mitbewohnerinnen sieht Blanche jedoch ein, dass Rebecca erwachsen ist und ihren eigenen Weg gehen muss. In zwei weiteren Folgen gibt es zum einen wegen Rebeccas Entscheidung zum Ablauf der Geburt und später wegen Blanches Umgang mit ihrem Status als Großmutter weitere Reibereien, doch insgesamt nähern sich Mutter und Tochter immer mehr an und werden zunehmend harmonischer im Umgang miteinander.

#### Curtis „Big Daddy“ Hollingsworth
Blanches Vater Big Daddy wird als typisches Oberhaupt einer Südstaatenfamilie aus dem Klischeebilderbuch vorgestellt. Nach dem Tod seiner Frau entsetzt er „seinen kleinen Liebling“ Blanche damit, den Familiensitz verkauft zu haben, um Musiker zu werden. Leider hat er keinen Erfolg, doch er beharrt auf seiner Karriere. Eine Auseinandersetzung mit Blanche fördert zutage, dass er einen alten Traum leben möchte, den das junge Ehepaar Hollingsworth einst gemeinsam hatte. Vater und Tochter sprechen sich aus, und Big Daddy kehrt doch nach Hause zurück. Einige Jahre später kommt es erneut zum Streit, als Big Daddy eine sehr junge Frau heiraten möchte. Blanche ist entsetzt und vermutet eine Erbschleicherin, doch Big Daddy erklärt, dass seine neue Liebe Margaret ebenfalls Witwe ist und dass man in einem solchen Fall nur dann noch einmal ans Heiraten denkt, wenn man entdeckt noch einmal lieben zu können. Blanche gibt der Ehe ihren Segen.
Als Big Daddy stirbt, versäumt Blanche die Beerdigung, weil sie sich mit ihrer Schwester Virginia zerstritten hat und sich weigert, an dem Ereignis teilzunehmen. Erst danach nimmt sie allein am Grab Abschied. Später erfährt Blanche zudem, dass Big Daddy eine langjährige Liebesbeziehung ausgerechnet mit Blanches afroamerikanischem Kindermädchen hatte. Eine Vorstellung, die Blanches Weltbild erschüttert, denn ihr Big Daddy war „Republikaner“. Doch all das kann Blanches Liebe zu ihrem Big Daddy nicht zerstören.

#### Virginia Hollingsworth
Virginia (Sheree North) ist eine der beiden Schwestern von Blanche. Die beiden sind durch eine jahrelange Geschwisterrivalität miteinander verbunden und zu einem gewissen Grad auch zerstritten. Erst, als Virginia schwer erkrankt und eine Spenderniere braucht, um die sie Blanche bittet, entspannt sich das Verhältnis der beiden und scheint sich zu normalisieren. Doch der Tod von Big Daddy ändert alles wieder. Big Daddy hatte Blanche gebeten, ihn noch einmal zu besuchen, doch in Verkennung der Lage hatte sie einer Festveranstaltung, der sie vorstehen sollte, den Vorzug gegeben. Dies wirft Virginia ihr nun vor, und die beiden geraten so aneinander, dass Blanche sich weigert, Big Daddys Beisetzung beizuwohnen. Ob es noch einmal eine Versöhnung zwischen Blanche und Virginia gegeben hat, wird nicht berichtet.

### Freunde und Bekannte

#### Miles Webber
Ab Staffel fünf entspinnt sich für Rose eine Liebesbeziehung mit Miles Webber, einem Collegeprofessor, der jedoch – wie sich in einer Episode herausstellt – eigentlich Nicholas Carbone heißt und Teilnehmer eines Zeugenschutzprogrammes ist, nachdem er gegen einen Verbrecher ausgesagt hat. Die Enttarnung zwingt ihn, seine Identität erneut zu ändern und aus Roses Leben zu verschwinden. Nachdem der Verbrecher endgültig hinter Gitter gebracht wurde, kann Carbone sein geheimes Leben aufgeben. Er beschließt, sein Leben als „Miles Webber“ weiterzuführen und kehrt endgültig in Roses Leben zurück. Die Beziehung zwischen Rose und Miles wurde auch in die Nachfolgeserie Golden Palace übertragen und dort beendet.
Darsteller Harold Gould spielt in der ersten Staffel bereits einen anderen Freund von Rose namens Arnie Peterson.

#### Enrique Màs
Enrique Màs (Chick Vennera) ist Moderator einer Verbraucherschutzsendung. Als Rose einen neuen Job braucht und aus Altersdiskriminierung abgelehnt wird, wendet sie sich an die Redaktion von Enriques Show und erfährt zufällig, dass dort Mitarbeiter gesucht werden. Als sie sich bewirbt und von Enrique ebenfalls aus Altersgründen abgelehnt wird, legt sie sich mit ihm an und bleibt Siegerin: Er stellt sie nicht nur ein, im Laufe der Zeit befördert er sie auch, stellt ihr eine Assistentin zur Seite und macht sie schließlich sogar zur Produzentin einer Sendung im lokalen Frühstücksfernsehen.

#### Dr. Harry Weston
Der verwitwete Kinderarzt Dr. Harry Weston (Richard Mulligan) ist ein Nachbar der Golden Girls, der mit seinen unverheirateten Töchtern Carol (Dinah Manoff) und Barbara (Kristy McNichol) unter einem Dach lebt. Harry Weston sieht sich ständigen Avancen von Blanche ausgesetzt, die er jedoch erfolgreich abwehrt. Im Laufe der Serie wird Harry zu einem guten platonischen Freund aller Golden Girls.
Ursprünglich sollte Harry Weston nur in einigen Folgen der Golden Girls auftauchen, um die Spin-off-Serie Harrys Nest vorzustellen. Aufgrund der Beliebtheit des Charakters bei den Zuschauern tauchte Harry auch im weiteren Verlauf der Golden Girls auf, ebenso wie Barbara und Carol sowie alle weiteren Hauptdarsteller von Harry’s Nest – Sprechstundenhilfe Laverne (Park Overall), Nachbar Charley (David Leisure) sowie Harrys Hund Dreyfuss, welche wiederum ihrerseits zu Gast in Harrys Nest waren. Die meisten Darsteller beider Serien tauchten zudem auch in einem weiteren Spin-off, Hallo Schwester!, auf.

## Entstehung
| Figur             | Darsteller      | Deutscher Sprecher                                |
| ----------------- | --------------- | ------------------------------------------------- |
| Dorothy Zbornak   | Beatrice Arthur | Ursula Vogel (Ep. 1–31) Beate Hasenau (ab Ep. 32) |
| Blanche Devereaux | Rue McClanahan  | Ursula Sieg                                       |
| Rose Nylund       | Betty White     | Verena Wiet                                       |
| Sophia Petrillo   | Estelle Getty   | Barbara Ratthey                                   |
| Stan Zbornak      | Herb Edelman    | Lothar Grützner                                   |
| Miles Webber      | Harold Gould    | Günther Jerschke                                  |
| Sal Petrillo      | Sid Melton      | Peter Heinrich                                    |
| Max Weinstock     | Jack Gilford    | Manfred Steffen                                   |

Die Grundlagen zur Sitcom waren ursprünglich von dem Executive Producer Brandon Tartikoff entworfen worden, der nach einem Besuch bei seiner Tante und deren Nachbarin Potential für eine Serie über befreundete Frauen mittleren Alters fand. 1984 nahm Susan Harris sich seiner Idee unter dem Arbeitstitel Miami Nice an. Tartikoffs Kollegin überarbeitete das Konzept der Sendung ein weiteres Mal und fügte den Hauptcharakteren Blanche, Dorothy und Rose die Nebenrolle des homosexuellen Kochs und Mitbewohners Coco (gespielt von Charles Levin) bei. Der Charakter wurde jedoch bereits nach der ersten Folge der Golden Girls zugunsten der weitaus populäreren Rolle der Sophia aus den Drehbüchern gestrichen.
Betty White, Beatrice Arthur und Rue McClanahan waren bereits erfahrene Sitcom-Darstellerinnen und hatten auch schon Seite an Seite gespielt – Arthur und McClanahan in Maude, White und McClanahan in Mama’s Family mit Carol Burnett in der Hauptrolle. White war ursprünglich als Blanche vorgesehen. Da sie aber in The Mary Tyler Moore Show bereits die männerhungrige Blondine gespielt hatte, zog sie die Figur der Rose vor und Rue McClanahan bekam die Rolle des männerverschlingenden Vamps. In Maude hatte McClanahan noch die Rolle der Naiven inne, wodurch sie und White ihre zuvor erfolgreichsten Rollen bei den Golden Girls tauschten.
Entgegen ihren Rollen war Betty White (* 17. Januar 1922) die älteste Darstellerin, gefolgt von Beatrice Arthur (* 13. Mai 1922), Estelle Getty (* 25. Juli 1923) und Rue McClanahan (* 21. Februar 1934). Nach dem Tod von McClanahan im Juni 2010 überlebte White als letztes „Golden Girl“ ihre Kolleginnen noch mehr als ein Jahrzehnt.
Der Titelsong ist ein gekürztes Cover von Andrew Golds Thank You For Being a Friend gesungen von Cynthia Fee. Das Lied erschien ursprünglich auf Golds Album All This and Heaven Too. Während die deutsche, italienische und spanische Fassung der Serie die Originalversion verwendet, wurde das Lied für die französische Fassung als Merci a toi, mon ami neu eingesungen.
Über die Jahre gab es viele Gastdarsteller, unter anderen trafen die „Girls“ auf ihre etablierten Fernsehkollegen Lloyd Bochner, Peter Graves, Cesar Romero und McLean Stevenson. Auch die Medienpersönlichkeiten Jeane Dixon, Merv Griffin, Bob Hope und Alex Trebek sowie die Sänger Sonny Bono und Julio Iglesias waren zu sehen. Sogar Hollywood-Größen wie Murray Hamilton, Burt und Debbie Reynolds und genauso die Komiker Leslie Nielsen, Mickey Rooney und Dick Van Dyke traten in der Serie auf. Die Oscar-Preisträger Don Ameche, George Clooney und Quentin Tarantino hatten ebenfalls Gastrollen, letztere beiden zu Beginn ihrer Karriere als Komparsen.
Im Verlauf der Serie wandelte sich der Grundriss des Hauses mehrfach. In ihren Autobiografien erklären Betty White und Rue McClanahan diesen Bruch der Kontinuität u. a. mit dem Wechsel von den Sunset Gower Studios in die Ren-Mar Studios und den damit veränderten Bühnen-Dimensionen. Infolgedessen haben in einigen Folgen die Ladys ein eigenes Bad bei ihrem Zimmer, ein anderes Mal ist nur von einem Gemeinschaftsbad die Rede. Und auch Hausbesitzerin Blanche wohnt zu Beginn der Serie in einem eigenen Haustrakt, später dann neben den Zimmern der anderen.

## Veröffentlichung
Insgesamt entstanden 180 halbstündige Folgen in sieben Staffeln. Diese umfassten meist 26 Folgen, Staffeln 1 und 3 je eine weniger. Die Erstausstrahlung erfolgte zwischen 1985 und 1992 bei NBC.
| Staffel | Folgen | Premiere      | Finale       | dt. Premiere  | dt. Finale    | dt. DVDs      |
| ------- | ------ | ------------- | ------------ | ------------- | ------------- | ------------- |
| 1       | 25     | 14. Sep. 1985 | 10. Mai 1986 | 26. Jan. 1990 | 10. Aug. 1990 | 14. Juli 2005 |
| 2       | 26     | 27. Sep. 1986 | 16. Mai 1987 | 17. Aug. 1990 | 25. Jan. 1991 | 1. Sep. 2005  |
| 3       | 25     | 19. Sep. 1987 | 7. Mai 1988  | 15. Feb. 1991 | 26. Juli 1991 | 9. Feb. 2006  |
| 4       | 26     | 8. Okt. 1988  | 13. Mai 1989 | 9. Aug. 1991  | 26. Juni 1992 | 6. Dez. 2007  |
| 5       | 26     | 23. Sep. 1989 | 5. Mai 1990  | 28. Aug. 1992 | 8. Juni 1993  | 17. Apr. 2008 |
| 6       | 26     | 22. Sep. 1990 | 4. Mai 1991  | 15. Juni 1993 | 19. Apr. 1994 | 13. Nov. 2008 |
| 7       | 26     | 21. Sep. 1991 | 9. Mai 1992  | 26. Apr. 1994 | 27. Dez. 1994 | 2. Apr. 2009  |
| 1–7     | 180    | —             | —            | —             | —             | 8. Juli 2010  |

Die deutsche Synchronisation entstand im Auftrag des Ersten durch Studio Hamburg. Für die Dialogbücher war Siegfried Rabe verantwortlich, der unter anderem später auch Alf und die ersten drei Staffeln der Simpsons für das ZDF übersetzt hat. Dialogregie führte Henry Kielmann. Wie üblich mussten einige Pointen freier übertragen werden, um ihre Wirkung zu behalten. So streitet z. B. in einer Folge Dorothy mit ihrer Mutter Sophia und droht ihr, sie wieder zurück in ihr voriges Heim Schattige Pinie zu schicken. Um ihrer Mutter einen kleinen Schrecken einzujagen, behauptet sie, dass das Heim inzwischen „Saddam Hussein“ gehöre. Im Original hingegen sagt Dorothy, das Heim sei an „ein paar Deutsche“ verkauft.
Die deutsche Erstausstrahlung der Serie erfolgte zunächst freitags um 23:00 Uhr im Ersten, später dann am Dienstagabend gegen 22:00 Uhr. Wiederholungen auf verschiedenen ARD-Sendern folgten. Im Öffentlich-Rechtlichen konnte man die Serie oft mittels Zweikanalton auf Englisch sehen, aber es wurde teilweise von der Originalreihenfolge abgewichen. Später wurde die Serie dann im Vorabendprogramm der Privatsender RTL und VOX wiederholt. Von 2001 bis August 2006 liefen die Golden Girls im Nachtprogramm von RTL, zuletzt gegen 00:30 Uhr. Ab Januar 2008 wurde die Serie im Programm von Comedy Central wiederholt und dann ab Januar 2010 auf Super RTL. Von Juli 2014 bis September 2021 lief sie auf dem Disney Channel, danach wechselte sie zu RTLup.
Für die RTL-Ausstrahlung wurden einige Szenen gekürzt, teilweise sind dadurch Gags nicht mehr verständlich. Diese Fassung liegt auch allen folgenden Wiederholungen zugrunde. Bereits vor den nordamerikanischen NTSC-DVDs erschien die Serie staffelweise mit 3 bzw. 4 Discs auf Deutsch. Hierfür wurde ein Teil der geschnittenen Szenen wiederhergestellt, jedoch nur im englischen Originalton. Als die deutsche Heimkino-Veröffentlichung nach drei Staffeln eingestellt werden sollte, schlossen sich einer Onlinepetition an Buena Vista über 1500 Personen an. Die verbleibende Serienboxen wurden daraufhin doch veröffentlicht, wenngleich die Nachfolgeserie Golden Palace bisher nicht auf DVD erschienen ist.

## Auszeichnungen
Zwischen 1986 und 1993 wurde die Serie mit mehr als 75 Nominierungen bedacht. Neben einer Vielzahl an Preisen für Technik, Make-up und Crew machte insbesondere die schauspielerische Leistung der vier Darstellerinnen den Hauptteil der insgesamt 35 gewonnenen Auszeichnungen aus. Zu den wichtigsten Preisen zählen:
Golden Globes
- Beste Serie – Komödie oder Musical (1986, 1987 und 1988)
- Beste Serien-Hauptdarstellerin – Komödie oder Musical: Estelle Getty (1985)

Emmys
- Herausragende Comedyserie (1986 und 1987)
- Herausragende Hauptdarstellerin in einer Comedyserie: Betty White (1986), Rue McClanahan (1987), Beatrice Arthur (1988)
- Herausragende Nebendarstellerin in einer Comedyserie: Estelle Getty (1988)

Bambi – Zuschauerpreis: Beatrice Arthur (1992)

## Fortsetzung und Adaptionen
Beatrice Arthur verließ die Serie nach der siebten Staffel, weil sie befürchtete, die Golden Girls könnten bei weiteren Folgen an Originalität und Wortwitz verlieren. Ihre Kolleginnen entschieden sich aber zur Vertragsunterzeichnung für den Nachfolger Golden Palace. Die Sitcom feierte bereits im Jahr darauf Premiere. Arthur war in zwei Folgen zu Gast. Die Serie konnte jedoch bei weitem nicht an den Erfolg der Golden Girls anknüpfen und wurde bereits nach einer Staffel wieder eingestellt. 2003 zeigte das Fernsehspecial: The Golden Girls: Their Greatest Moments noch einmal die Höhepunkte der Serie, moderiert wurde es von Beatrice Arthur, Rue McClanahan und Betty White. Estelle Getty fehlte aus gesundheitlichen Gründen.
In Folge 65 Golden Girls – Das Musical der Serie Nachtschicht mit John soll Hauptfigur John Hemingway mit Estelle Getty, Rue McClanahan und Betty White ein Golden-Girls-Musical inszenieren. Im Film Du schon wieder aus dem Jahr 2010 wird Grandma Bunny, gespielt von Betty White, von ihrer Rivalin darauf angesprochen, ob ihr Kleid noch aus dem Fundus der Golden Girls stammt. Diese Anspielung stammt von Nana Spier, die das Dialogbuch der deutschen Synchronisation schrieb. Im Original fragt Grandma Bunnys Rivalin, ob ihr Kleid noch aus der Großen Depression stamme.
Der österreichische Regisseur Christian Spatzek hat die Golden Girls fürs Theater adaptiert. Das Stück läuft seit Februar 2020 in der Komödie am Kai in Wien. In den Hauptrollen sind Irene Budischowsky (Dorothy), Ulli Fessl (Rose), Margot Ganser-Skofic (Sophia) und Edith Leyrer (Blanche) zu sehen.

## Belege
1. ↑  Golden Girls in der Komödie am Kai. In: komoedieamkai.at. Abgerufen am 3. Februar 2022.